# カーヌーン

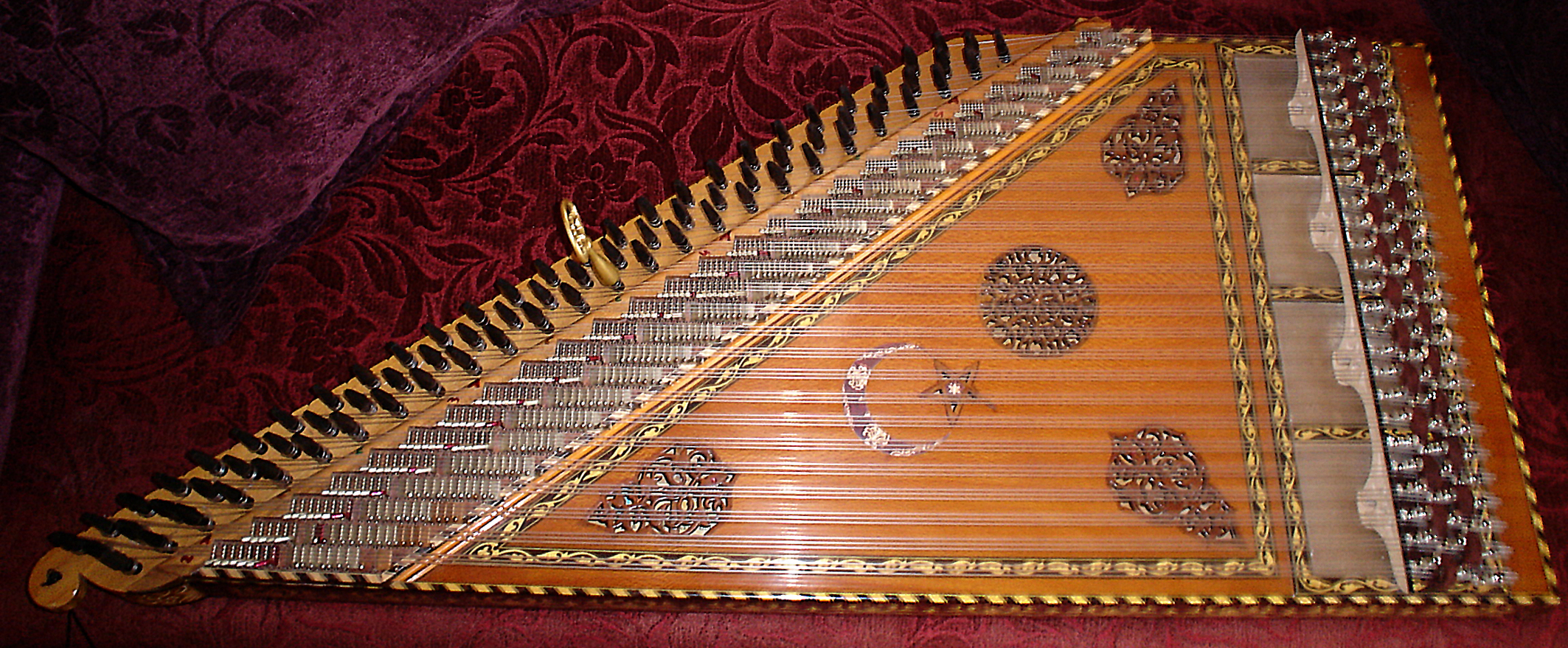
トルコの79弦カーヌーン

カーヌーン（アラビア語: قانون、ペルシア語: قانون、qānūn、トルコ語: kanun）はアラブ音楽で伝統的に使われる撥弦楽器。台形の箱に多数の弦が張り巡らされており、それを日本の筝の様につまびいて演奏する。ウード・カーヌーン・ナーイはアラブ古典音楽で使われる代表的な楽器。
ペグを用いて九分音を出せることで有名な楽器。特殊な倍音成分がある割には音量は小さく、200席のホールの後ろではほとんど聞こえない。
名前はギリシア語の「カノン」に由来する。

## カーヌーン奏者の一覧
- 植月千春
- 増田真吾